# 日南市立吾田東小学校
日南市立吾田東小学校（にちなんしりつ あがたひがししょうがっこう）は、宮崎県日南市吾田東十丁目にある公立の小学校。

## 概要
歴史
1988年（昭和63年）に日南市立吾田小学校から分離する形で新設された。2023年（令和5年）に創立35周年を迎えた。
通学区域
「仮屋講、南平、二の丸団地、中央団地、東光寺、上平野（一部）、星倉山瀬（一部）、中央区（一部）、川向（一部）、釈迦尾ヶ野（一部）」。中学校区は日南市立吾田中学校。
校章
中央に校名「吾田東」の文字（横書き）を置いている。
校歌
作詞は山村廣義、作曲は根井翼による。歌詞は2番まであり、両番の歌詞中に校名の「吾田東小」が登場する。

## 沿革
- 1988年（昭和63年）
  - 4月1日 - 日南市立吾田小学校から分離する形で、「日南市立吾田東小学校」（現校名）が新設される。児童数664名、19学級。
  - 7月10日 - 開校記念式典を挙行。校章を制定。
  - 8月 - プールが完成。
  - 10月19日 - 校歌を制定。
- 1991年（平成3年）8月 - アメリカ合衆国ポーツマス市ニューフランクリン校と姉妹校を締結。
- 2018年（平成30年）8月 - 給食を自校調理方式から、共同調理場（センター）からの配送方式に変更。

## 交通アクセス
最寄りの鉄道駅
- JR九州 日南線 「日南駅」

最寄りのバス停
- 宮崎交通バス 「山瀬」バス停

最寄りの幹線道路
- 国道222号

## 周辺
- 日南市立吾田中学校
- 日南学園中学校・高等学校